# 랠프 124C 41+

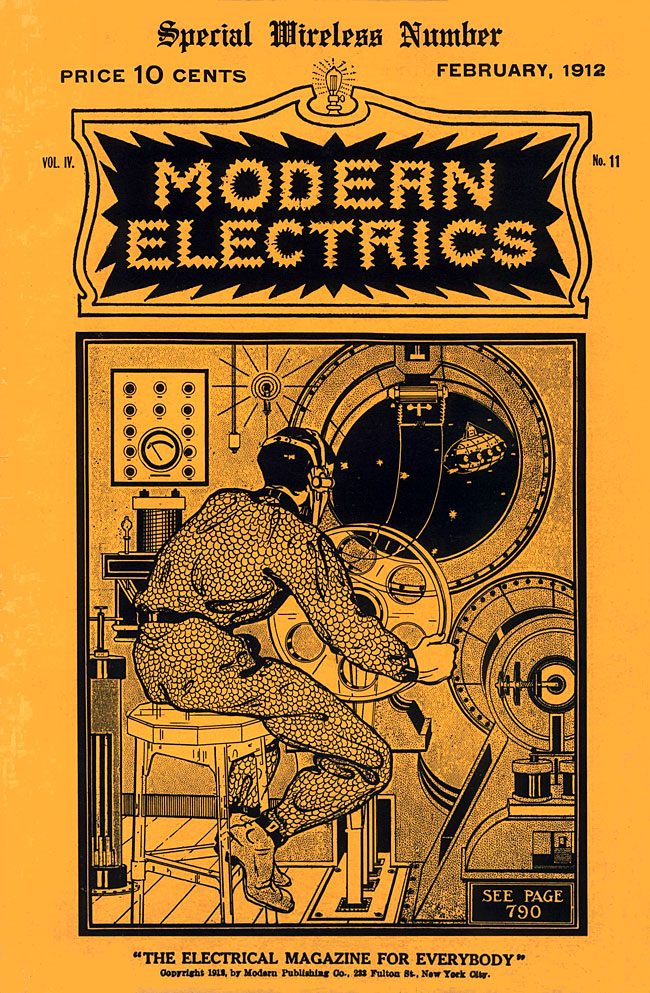

《랠프 124C 41+》(Ralph 124C 41+)는 휴고 건즈백이 쓴 초기 SF 소설이다. 잡지 Modern Electrics 1911년 4월호부터 12부에 걸쳐 연재되었고, 1925년 단행본이 출판되었다. SF의 초기 역사에 큰 영향을 미친 작품임은 부정할 수 없으나, 현대의 평론가들은 그 진부함과 전형성을 혹평하고, 오늘날 이 작품을 읽는 독자는 거의 없다. 《27세기의 발명왕》이라는 제목으로 한국어 해적판이 출판된 바 있다.